# Borrodale Viaduct
Der Borrodale Viaduct ist eine Eisenbahnbrücke nahe der schottischen Ortschaft Arisaig in der Council Area Highland. 1971 wurde die Brücke in die schottischen Denkmallisten in der Kategorie B aufgenommen. Die Hochstufung in die höchste Denkmalkategorie A erfolgte 1989.

## Geschichte
Die Erweiterung der West Highland Line nach Mallaig stellte aus topografischen Gründen hohe planerische Ansprüche und wäre in der Bauphase beinahe aus finanziellen Gründen abgebrochen worden. Einzig die Bereitstellung des Privatvermögens von J. H. Renton rettete die Fertigstellung. Infolge der Streckenführung war der Bau zahlreicher Brücken und Tunnel erforderlich. Aufgrund der niedrigeren Baukosten wurde auf den im Vergleich zu Mauerwerksviadukten günstigeren Baustoff Beton gesetzt, der zu diesem Zeitpunkt im Brückenbau wenig verbreitet war. Beim 1880 fertiggestellten Falls of Cruachan Railway Viaduct handelt es sich um den ältesten Betonviadukt im Vereinigten Königreich.
Die Planung der Bauwerke entlang der West Highland Line oblag dem Büro Simpson & Wilson. Mit der Ausführung des Borrodale Viaducts wurde Robert McAlpine betraut, der als Pionier des Betonbrückenbaus im Vereinigten Königreich gilt und den Spitznamen „Concrete Bob“ („Zement-Bob“) erhielt. Mit einer Spanne des Hauptbogens von 38,9 Metern übertraf der Borrodale Viaduct den zu diesem Zeitpunkt längsten Stampfbetonbogen um mehr als das doppelte und stellte einen Weltrekord dar. Die Streckenerweiterung wurde zwischen 1897 und 1901 ausgeführt und der Borrodale Viaduct 1901 eröffnet. Bis heute ist die West Highland Line über den Viadukt geführt.

## Beschreibung
Der Borrodale Viaduct überspannt die Schlucht des schmalen Borrodale Burn etwa vier Kilometer östlich von Arisaig mit drei Betonbögen. Von diesen besitzen die flankierenden, vollständig auf Land gegründeten Bögen Spannen von jeweils 6,1 Metern. Der Zentralbogen besitzt hingegen eine Spanne von 38,9 Metern bei einer lichten Höhe von 24,4 Metern. Die westliche Anfahrt führt über einen langgezogenen Damm, während die Trasse direkt jenseits des östlichen Brückenendes in den Borrodale Tunnel geführt wird.
Nach Maßgabe des Herrn des nahegelegenen Arisaig House musste der Borrodale Viaduct stilistisch angepasst werden. Aus diesem Grund sind die flankierenden Bögen sowie die Brüstungen mit rustiziertem Natursteinmauerwerk verblendet. Des Weiteren ist die Brüstung in der Hauptbogenmitte mit ornamentierender Zinnenbewehrung ausgeführt. Obschon optisch naheliegend, sind die Bögen nicht ausgemauert.